# 滚龙井
滚龙井为江苏省扬州市广陵区丁家湾滚龙井巷巷口处的一处清代古井，井栏呈圆柱形，因取水时井上旋转的轱辘形似滚龙而得名。该井取水方式奇特，井上原有木制井架，其上横置用于缠绕井绳的辘轳（滚轴），井绳两端各系一只水桶，汲水时上下水桶重量相互抵消，类似于物理学中的滑轮装置。现井架已不存，但井栏上尚留有固定井架的圆孔。
该井初为官井，后转为私人经营，最后一位井主为当地居民高氏，其后裔现存有光绪八年（1882年）翻修时所立碑刻一块（原立于井一侧）及道光、咸丰和光绪年间古井转手的契约各一份。